# Kőszárhegy
Kőszárhegy è un comune dell'Ungheria di 1.467 abitanti (dati 2001). È situato nella contea di Fejér.